# Accidente ferroviario de Lac-Mégantic de 2013
El accidente ferroviario de Lac-Mégantic fue un siniestro ocurrido en la madrugada del sábado 6 de julio de 2013 en la localidad homónima al sur de Quebec en Canadá. Tuvo lugar al descarrilar un tren que transportaba vagones cisterna cargados con petróleo en el centro del pueblo ocasionando una gran explosión que arrasó con numerosos inmuebles y causó 47 víctimas fatales.

## El tren
El tren de carga, operado por Montreal, Maine and Atlantic Railway (MMA), y cuyas vías atraviesan Lac-Mégantic, estaba compuesto por cinco locomotoras diésel que arrastraban 72 vagones cisterna modelo DOT-111. Cada uno de los vagones transportaban aproximadamente  113 000 litros (29 851 galAm) u 113 000 litros (24 857 impgal) de crudo. La sustancia pertenecía a la compañía subsidiaria World Fuel Services de New Town (Dakota del Norte). Desde ese lugar, partió la formación de vagones mediante la empresa Bakken, hasta el límite entre Estados Unidos y Canadá. Desde ese punto, hasta Toronto, los vagones eran llevados por locomotoras de la empresa Canadian Pacific Railway y en esa ciudad fueron entregados a MMA. El destino final era la refinería de petróleo de Irving en Saint John (Nuevo Brunswick).
En 2009, en Estados Unidos, el 69% de la flota de vagones cisternas eran modelos DOT-111. La Junta Nacional de Seguridad en el Transporte señaló que los coches "tienen una alta incidencia a fallos en el tanque en caso de accidentes". Por ello, desde 2011, el gobierno canadiense exigió que los vagones debían contar con un revestimiento grueso que eviten su ruptura en caso de colisión, aunque los modelos más antiguos aun operen.

## Antes del accidente
El tren había salido de Montreal y se detuvo en la localidad de Nantes a las 23:25 UTC-4, a 11 kilómetros (6,8 mi) al oeste de Lac-Megantic, para un cambio de maquinistas. El ingeniero Tom Harding, había estacionado la formación mediante el uso de los frenos, y siguió el procedimiento estándar cerrando cuatro de las cinco locomotoras. Uno de los problemas detectados, fue que el conductor estacionó el tren en la vía principal y no en el desvío adyacente, por lo que no se tomaron la medidas necesaria que hacen que el tren se frene solo, en caso de que comenzara a moverse. Además, el conductor de la máquina número 5017 se fue de la estación sin antes haber comprobado la presión de aire suministrada a los frenos. Había partido hacia un hotel local para pasar la noche. En el trayecto, el conductor llegó a confesar al taxista que le transportaba que se sentía inseguro por haber dejado el tren sin la supervisión total.
Los bomberos fueron avisados cinco minutos más tarde, sobre las 23:30, dos horas antes del accidente, a causa de un incendio provocado por una fuga de combustible en la primera locomotora. Luego de sofocar el foco ígneo, los bomberos se marcharon y la MMA confirmó que el tren podía seguir su marcha.

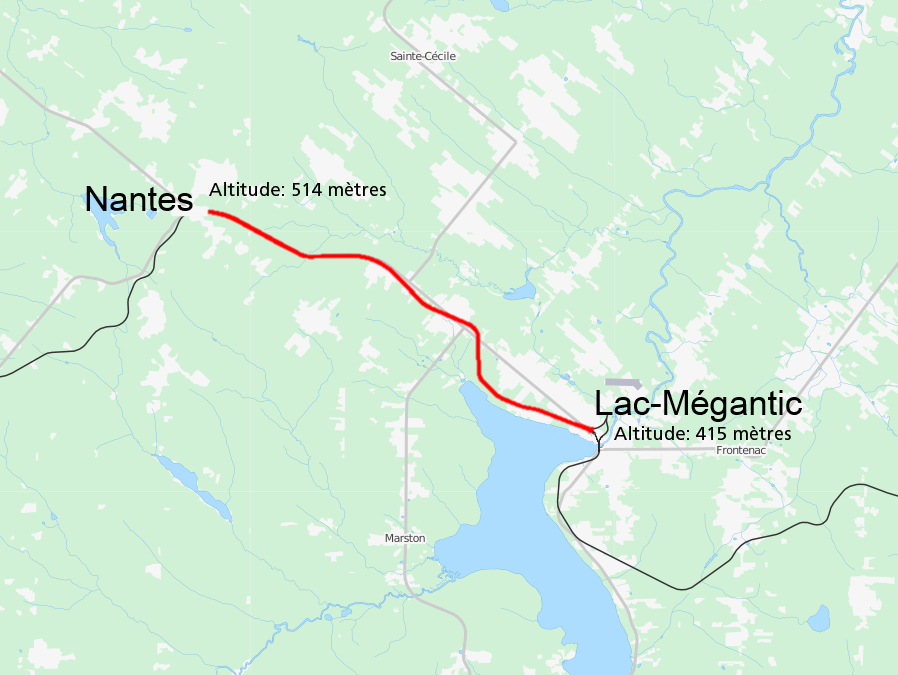
El viaje no tripulado que realizó la formación desde Nantes a Lac-Mégantic.

La empresa ferroviaria alegó que la locomotora fue manipulada para apagar el motor, y que en esa acción se desactivaron los compresores de alimentación de los frenos de aire, permitiendo que el tren se moviera cuesta abajo desde Nantes en dirección a Lac-Mégantic, una vez que se redujo la presión del aire en los depósitos de los coches. La locomotora podía haber sido detenido gracias a una palanca de emergencia en el exterior, accesible a cualquier persona, o al operar la consola desde el interior de la cabina de desbloqueo. De acuerdo con el jefe de bomberos de Nantes, Patrick Lambert, "apagamos el motor antes de sofocar el incendio. Nuestro protocolo nos indica que debemos apagar el motor, ya que es la única manera de detener el combustible que circula alimentando el fuego". El cuerpo de bomberos extinguió el incendio y notificó a la MMA. A las 0:13, llegaron al lugar dos empleados de MMA y los bomberos abandonaron el lugar. De acuerdo con el Consejo de Seguridad de Transporte de Canadá (TSB), la operadora ferroviaria fue advertida de que el tren tenía dificultades técnicas en la tarde del viernes 5 de julio.
Poco después de haber dejado el lugar los empleados, el tren de carga comenzó a moverse cuesta abajo en dirección al pueblo unos 800 metros antes de Lac-Megantic, y a continuación, entró en la ciudad a alta velocidad, descarrilando en una curva cerrada del patio de maniobras.

## Explosión

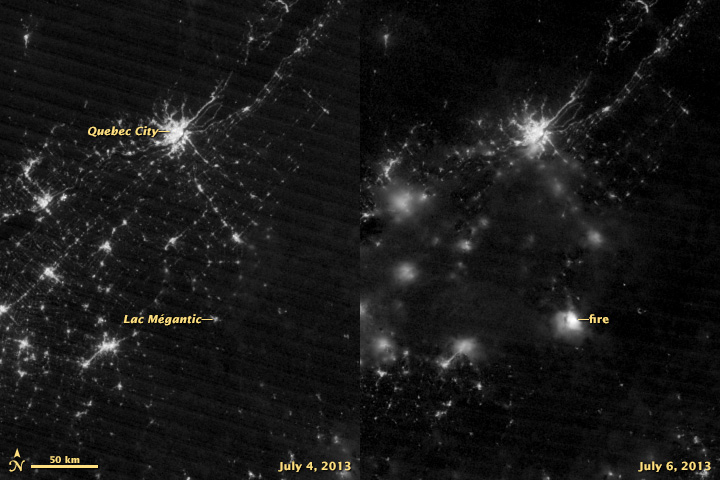
Imagen difundida por la NASA, donde muestra (mediante un infrarrojo) como se vio el fuego desde el espacio.

El tren, sin tripulación, descarriló en el paso a nivel de la calle principal de la ciudad. Habría cruzado ese sector a una velocidad cercana a los 90 kilómetros por hora, cuando el cruce debería hacerse a 16 kilómetros por hora por la presencia de una curva a unos 600 metros al noroeste del puente sobre el río Chaudière. La curva se encuentra igualmente al norte del distrito central de negocios de la ciudad. Allí, los vagones salieron de las vías ocasionando entre cuatro y seis explosiones, que fueron las reportadas inicialmente. Tanta violencia tuvo la misma, que el calor de las llamas se sintió a 2 kilómetros de distancia.

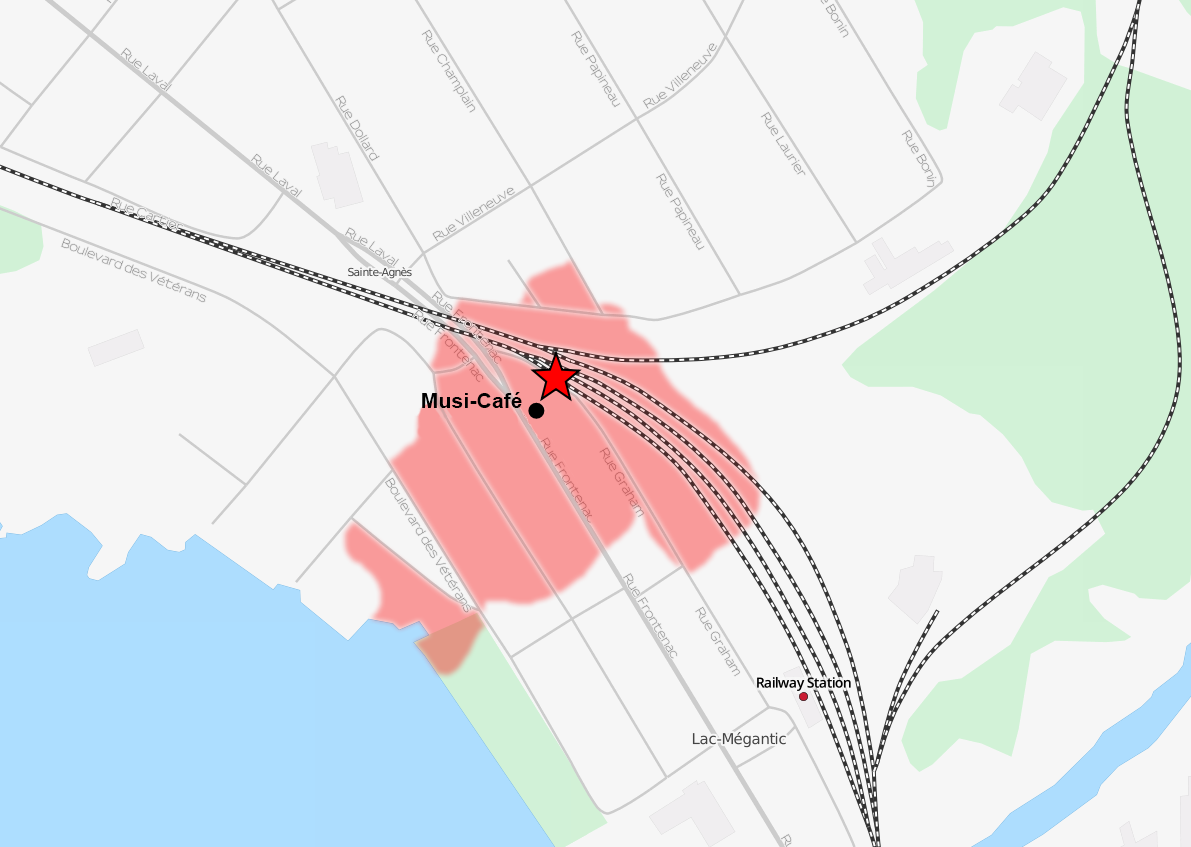
Lugar de la explosión y área afectada.

Alrededor de 150 bomberos, que describieron el área afectada como una "zona de guerra" fueron desplegados en el lugar. Algunos servicios fueron llamados desde lugares tan lejanos como la ciudad de Sherbrooke y ocho camiones con 30 bomberos fueron enviados desde distintas localidades del Condado de Franklin, del estado de Maine (Estados Unidos). El fuego fue contenido y se evitó que se propagase aún más.
El hospital local, se declaró en código naranja, anticipando un alto número de víctimas y pidiendo refuerzos de otros centros médicos, aunque no recibió los pacientes gravemente heridos. La Cruz Roja Canadiense dijo que no había heridos, dando el dato que sólo esperan víctimas mortales. El hospital fue utilizado más adelante como centro de evacuados para las personas mayores de edad. 
Aproximadamente mil personas fueron evacuadas inicialmente después del descarrilamiento, las explosiones y los incendios. Otras mil personas fueron evacuadas más tarde durante el día debido a los gases tóxicos. Algunos se refugiaron en un centro de emergencia establecido por la Cruz Roja en una escuela secundaria local.
Después de 20 horas, el centro del fuego aun era inaccesible para los bomberos y cinco piscinas de combustible seguían ardiendo. Cinco de los coches sin detonar fueron rociados con agua a alta presión para evitar más explosiones. Treinta y seis horas después, aun había dos vagones que estaban ardiendo, con riesgos de explosión. El tren de la tragedia se recuperó a alrededor de la hora 15:00 del 7 de julio, y el fuego fue finalmente extinguido por la tarde, después de casi dos días.

## Daños y consecuencias
Cuarenta y dos cuerpos con quemaduras graves se encontraron hasta el momento y se transportaron a Montreal para ser identificados. Es posible que algunas de las 5 personas desaparecidas se hayan vaporizado por las explosiones. Se pidió a los miembros de las familias a proporcionar muestras de ADN de los desaparecidos, así como registros detallados. En La Musi-Café, un bar situado al lado del centro de la explosión, fue destruido mientras decenas de personas se encontraban en su interior. Se mantuvo inaccesible a los investigadores hasta dos días después de la catástrofe.
Al menos 30 edificios fueron destruidos en el centro de la ciudad, incluyendo la biblioteca del pueblo, la farmacia y otros negocios y casas. El suministro de agua municipal para Lac-Mégantic fue cerrado por la noche a causa de una fuga dentro de la zona de la explosión, por lo que requirieron camiones con agua potable de otras ciudades.
Los residentes evacuados pudieron regresar a su casas en la tarde del 8 de julio. La monarca de Canadá, la Reina Isabel II, emitió el mismo día un mensaje expresando su "profunda tristeza sobre los trágicos acontecimientos que han ocurrido en la ciudad de Lac-Mégantic, con la esperanza de que con el tiempo será posible reconstruir tanto la propiedad, como las vidas de aquellos que han sido afectados". Su representante federal, el gobernador general David Johnston , lanzó un mensaje similar en el mismo día . El primer ministro Stephen Harper visitó el lugar, mencionando que iban a "llevar a cabo una investigación muy completa y dar curso a las recomendaciones". Además, la primera ministra de Quebec, Pauline Marois sobrevoló la zona del desastre.

## Impacto ambiental
El río Chaudière fue contaminado por un estimado de 100 000 litros de petróleo. El derrame viajó río abajo y llegó a la ciudad de Saint-Georges, a unos 80 kilómetros al noreste, obligando a las autoridades locales a dejar de utilizar momentáneamente al río como fuente de agua potable, sustituyéndolo por un lago cercano. Se instalaron barreras flotantes para evitar la contaminación. Además, se pidió a los residentes que limiten su consumo de agua ya que el lago no es capaz de satisfacer las necesidades diarias de la población.
Keith Stewart, meteorólogo y coordinador de la Campaña de Energía de Greenpeace Canadá, criticó la política energética del país, alegando que "si se trata de tuberías o tren, tenemos un problema de seguridad en este país. Esto es más evidencia de que el gobierno federal continúa poniendo las ganancias del petróleo por delante de la seguridad pública". 
Bret Stephens, ex editor en jefe de The Jerusalem Post, escribió que "las tuberías representan alrededor de la mitad de los derrames de galones por milla cuando son transportados en ferrocarriles. Pipelines también reclama no ir directamente a través de los poblados expuestos como Lac-Mégantic".